# Færdselsfilmen
Færdselsfilmen er en dansk dokumentarfilm fra 1944. Filmen er produceret af Dansk Kulturfilm for Københavns Politis Færdselsafdeling

## Handling
Denne artikel mangler et handlingsreferat. Hjælp os med at skrive det.